# Доманово (Підляське воєводство)
Доманово (пол. Domanowo) — село в Польщі, у гміні Бранськ Більського повіту Підляського воєводства. Населення — 355 осіб (2011).

## Історія
У 1975—1998 роках село належало до Білостоцького воєводства.

## Населення
У 1898 році в селі мешкало 39 православних.
Демографічна структура станом на 31 березня 2011 року:
|          | Загалом | Допрацездатний вік | Працездатний вік | Постпрацездатний вік |
| -------- | ------- | ------------------ | ---------------- | -------------------- |
| Чоловіки | 187     | 42                 | 106              | 39                   |
| Жінки    | 168     | 31                 | 81               | 56                   |
| Разом    | 355     | 73                 | 187              | 95                   |

## Постаті
За даними Івана Парнікози, У селі Доманово знаходиться могила Івана Зваричука (1896–1939), підполковника, ад’ютанта Генерального штабу Армії УНР, потім контрактного офіцера Війська польського, що загинув під час Вересневої кампанії 1939 р.